# Сан-Феліс-ду-Шингу (мікрорегіон)

Сан-Феліс-ду-Шингу на карті

Сан-Феліс-ду-Шингу (порт. Microrregião de São Félix do Xingu) — мікрорегіон в Бразилії, входить в штат Пара. Складова частина мезорегіону Південний схід штату Пара. Населення становить 166 286 чоловік (на 2010 рік). Площа — 121 178,057 км². Густота населення — 1,37 чол./км².

## Склад мікрорегіону
До складу мікрорегіону включені наступні муніципалітети:
1. Баннаш
2. Кумару-ду-Норті
3. Оріландія-ду-Норті
4. Сан-Феліс-ду-Шингу
5. Тукуман

| Бразилія | Це незавершена стаття з географії Бразилії. Ви можете допомогти проєкту, виправивши або дописавши її. |